# Fuchsia cinerea
Fuchsia cinerea är en dunörtsväxtart som beskrevs av Paul Edward Berry. Fuchsia cinerea ingår i släktet fuchsior, och familjen dunörtsväxter. Inga underarter finns listade i Catalogue of Life.